# Fenantreno
El fenantreno es un hidrocarburo policíclico aromático compuesto de tres anillos fusionados bencenos, como lo muestra la fórmula del costado. Su formula empírica es C14H10
El nombre fenantreno es una composición de fenil y antraceno. Provee el marco aromático de los esteroides. En su forma pura, es encontrado en el humo del tabaco, y es un conocido irritante, fotosensibilizando la piel a la luz.

## Química
Una clásica síntesis del fenantreno es la Síntesis Bardhan-Sengupta del Fenantreno (1932). En la 2ª etapa de esta reacción 9,10-dihidrofenantreno es oxidada con selenio elemental.
Las reacciones del fenantreno ocurren en las posiciones 9 y 10. Algunas reacciones básicas: 
- Oxidación inorgánica a fenantrenoquinona con ácido crómico[2]
- Reducción orgánica a 9,10-dihidrofenantreno con gas hidrógeno y níquel[3]
- Halogenación electrofílica a 9-bromofenantreno con bromuro[4]
- Sulfonación aromática a 2 y 3-ácidos fenantrenesulfonicos con ácido sulfúrico[5]
- Ozonólisis a difenilaldeído[6]

### Formas canónicas del fenantreno
Tiene cinco estructuras de resonancia, dos de las cuales son: 